# Jonglei
Jonglei (arabisch جونقلي Dschunqali, Alternativschreibungen Junqali oder Jongli) ist ein Bundesstaat im Südsudan.
Er hat eine Fläche von 122.479 km² und hatte im Jahr 2008 ca. 370.000 Einwohner. Seine Hauptstadt ist Bor.
Zu den ethnischen Gruppen in Jonglei gehören Dinka und Nuer mit verschiedenen Untergruppen sowie Murle und an der Grenze zu Äthiopien Anyuak.
In Jonglei befindet sich der Jonglei-Kanal, dessen Bau 1974 begann und wegen des Bürgerkrieges ab 1983 zum Erliegen kam.

## Geographie
Der Bahr al-Dschabal bzw. der Weiße Nil bildet Jongleis Westgrenze. Im Süden des Bundesstaates befindet sich der Kenamuke-Sumpf, der zum Boma-Nationalpark gehört.

## Geschichte
Von 1919 bis 1976 gehörte das Gebiet des heutigen Bundesstaates Jonglei zur Provinz A'ali an-Nil (Obernil). 1976 wurde Jonglei als Provinz in den Grenzen des heutigen Bundesstaates von A'ali an-Nil abgespalten. Von 1991 bis 1994 gehörte das Gebiet von wieder zum neu geschaffenen Bundesstaat A'ali an-Nil, der in den Grenzen der Provinz A'ali an-Nil entsprach. Am 14. Februar 1994 wurde Jonglei als Bundesstaat erneut abgespalten.
Bei den ersten Gouverneurswahlen im April 2010 wurde Kuol Manyang Juuk, der amtierende Gouverneur und offizielle Kandidat der regierenden SPLM, zum Sieger erklärt. Der SPLM-General George Athor Deng, der als unabhängiger Kandidat angetreten war, bezichtigte die SPLM daraufhin des Wahlbetrugs und der Korruption und begann eine Rebellion.
Zu Beginn des Jahres 2012 machten in der Provinz ca. 6000 Luo-Nuer Jagd auf Murle und drangen in der Kreishauptstadt Pibor ein. Laut Berichten des Landrats sollen dem Morden mindestens 3000 Menschen zu Opfer gefallen sein. Grund für die Verfolgung der Angehörigen des Murle-Volkes sollen Viehdiebstähle sein, die bei den Angehörigen der Völker in Jonglei zur Tradition gehören and als Beweis der Männlichkeit gelten. Nach einer Woche brachte die Armee des Südsudan die Lage zumindest in der Kreishauptstadt wieder unter Kontrolle.
2015 wurde der Bundesstaat bei der Neuorganisation stark verkleinert und 2020 wieder in die ursprüngliche Größe zurückversetzt.

## Verwaltung
Jonglei ist, wie die anderen Bundesstaaten Südsudans auch, in Counties unterteilt. Weitere Verwaltungseinheiten unter den Counties sind Payams und darunter Bomas. Ein County Commissioner, der vom State Governor in Vereinbarung mit dem Präsidenten ernannt wurde, steht den Counties vor. In Jonglei sind das:
- Twic East County (Hauptstadt: Panyagoor)
- Duk County
- Bor South County
- Bor North County
- Akobo County (Hauptstadt: Akobo)
- Nyirol County
- Uror County
- Pibor County (Hauptstadt: Pibor)
- Pochalla County
- Ayod County (Hauptstadt: Bor)
- Pigi County
- Fangak County (Hauptstadt: Fam al Zaraf)
- Khorfulus County